# Феи, Алессандро
Алессандро Феи (итал. Alessandro Fei; род. 29 ноября 1978, Саронно, Италия) ― итальянский волейболист, игрок итальянской сборной по волейболу и итальянского клуба Мачерата, серебряный и бронзовый призёр Олимпийских игр, Чемпион мира 1998, Чемпион Европы (2003, 2005), серебряный призёр Чемпионата Европы 2001, призёр Мировой лиги (золото в 1999 и 2000, серебро в 2001, 2004, бронза в 2003), победитель Лиги чемпионов ЕКВ, трёхкратный чемпион Кубка Европейской конфедерации волейбола, чемпион Кубка Европейской конфедерации волейбола, четырёхкратный чемпион Италии.
В 2005 году участвовал в Итальянской звёздной лиге. В составе команды Сислей Тревизо Фэи выиграл в Лига Чемпионов ЕКВ 2005-06 и был удостоен награды «Самый ценный игрок» и «Лучший подающий».

## Спортивные достижения

### Клубы

#### Лига чемпионов ЕКВ
- 2005/2006 ― в составе клуба Сислей Тревизо
- 2014/2015 ― в составе клуба Мачерата

#### Кубок ЕКВ
- 2000/2001 ― в составе клуба Мачерата
- 2002/2003 ― в составе клуба Сислей Тревизо
- 2010/2011 ― в составе клуба Сислей Тревизо

#### Кубок вызова ЕКВ
- 2012/2013 ― в составе клуба Копра Элиор Пьяченца

#### Национальные чемпионаты
- 2000/2001  Итальянский кубок ― в составе клуба Мачерата
- 2001/2002  Итальянский суперкубок ― в составе клуба Сислей Тревизо
- 2002/2003  Итальянский чемпионат ― в составе клуба Сислей Тревизо
- 2003/2004  Итальянский суперкубок ― в составе клуба Сислей Тревизо
- 2003/2004  Итальянский чемпионат ― в составе клуба Сислей Тревизо
- 2003/2004  Итальянский кубок ― в составе клуба Сислей Тревизо
- 2004/2005  Итальянский суперкубок ― в составе клуба Сислей Тревизо
- 2004/2005  Итальянский кубок ― в составе клуба Сислей Тревизо
- 2004/2005  Итальянский чемпионат ― в составе клуба Сислей Тревизо
- 2005/2006  Итальянский суперкубок ― в составе клуба Сислей Тревизо
- 2006/2007  Итальянский кубок ― в составе клуба Сислей Тревизо
- 2006/2007  Итальянский чемпионат ― в составе клуба Сислей Тревизо
- 2007/2008  Итальянский суперкубок ― в составе клуба Сислей Тревизо

### Сборная Италии
- 1998  Чемпионат мира по волейболу среди мужчин 1998
- 1999  Мировая лига 1999
- 2000  Мировая лига 2000
- 2000  Олимпийские игры
- 2001  Мировая лига 2001
- 2001  Чемпионат Европы
- 2003  Чемпионат Европы
- 2003  Мировая лига 2003
- 2004  Мировая лига 2004
- 2004  Олимпийские игры
- 2005  Чемпионат Европы
- 2005  Всемирный Кубок чемпионов
- 2012  Олимпийские игры

### Индивидуальные достижения
- 2005 Всемирный Кубок чемпионов ― Лучший напающий
- 2006 Лига Чемпионов ЕКВ ― лучший подающий
- 2006 Лига Чемпионов ЕКВ ― самый ценный игрок

### Государственные награды
- 2000  Кавалер ордена «За заслуги перед Итальянской Республикой»
- 2004  Офицер ордена «За заслуги перед Итальянской Республикой»